# Neve Ridens un giorno + Il Rumore dei Libri
Neve Ridens un giorno + Il Rumore dei Libri è il primo DVD di Marco Parente.

## Il filmato
Pubblicato il 2 dicembre 2006 da Mescal, il doppio DVD Neve Ridens un giorno + Il Rumore dei Libri contiene quattro videoclip, lo spettacolo Il Rumore dei Libri tenutosi a giugno dello stesso anno a La Casa 139 di Milano e il reportage di Neve Ridens un giorno, ovvero della giornata del 28 settembre 2005, quando Parente si spostò a Firenze per cinque performance distanziate circa un'ora e mezza fra loro: dalla Stazione Santa Maria Novella alle librerie Feltrinelli, dalle Fyr Art Galleries a San Jacopo e ControRadio.
lo spettacolo Il Rumore dei Libri è nato grazie al ritrovamento di Baobab (edizioni Elytra), un archivio di poesia sonora dove poeti provenienti da tutto il mondo hanno tramandato oralmente la propria opera. 
Nella performance de Il rumore dei libri, il repertorio di Parente interagisce con le voci di Baobab, inventando un concerto dove i vecchi “mangiacassette” con le voci registrate e la carta stessa dei libri diventano inediti strumenti musicali.

## DVD 1

### Neve ridens un giorno
1. Ore 16,00 - Sottopassaggio Stazione Santa Maria Novella

incurisone lampo
1. Ore 17,30 - Libreria Feltrinelli

Marco suona un libro...
1. Ore 19,00 - Fyr Art Galleries

Marco suona le immagini video, elaborate in tempo reale, di Giovanni Antignano
1. Ore 20,30 - San Jacopo Show mannequins

con la band tra i manichini in un'installazione di Leonardo Baglioni
1. Ore 15,00 - Controradio

set acustico
- Regia: Giovanni Antignano e Samuell Calvisi

### Musicisti
- Marco Parente: voce, chitarra, libro
- Alessandro "Asso" Stefana: chitarra
- Enrico Gabrielli: piano
- Enzo Cimino: batteria di custodie
- Giovanni Dall'Orto: basso

### Contenuti speciali
1. Neve ridens: regia Il posto delle fragole
2. Gente in costruzione: regia Umberto Nicoletti
3. Colpo di specchio: regia Letizia Renzini
4. Spinning landscapes: live visual Giovanni Antignano

## DVD 2
1. Neve
2. Afrodada (voce: Jerome Rothemberg, Joan La Barbara)
3. Dì
4. Testa, dì cuore
5. Neve ridens (voce: Michele Metail Complements de noms)
6. Barbara Berg Song (voce: Barbara Berg)
7. Senza titolo di Patrizia Vicinelli
8. Gente in costruzione
9. Il fascino del perdente (voce eco: Steve Reich)
10. Come un coltello (voce intro: E. E. Cummings, That Melancholy)
11. Il mare si è fermato
12. Il rumore del libro

### Musicisti
- Marco Parente: voce, chitarre, libro, sedia, sale, marimba, tape
- Enrico Gabrielli: piano, fiati, cori
- Massimo Fantoni: chitarre, computer
- Giacomo Fiorenza: ingegnere del suono

### Altri musicisti
- Dario Buccino: lamiera di acciaio